# Zillertal
La Zillertal è la maggiore tra le valli laterali della Inntal, la valle del fiume Inn, nel Tirolo austriaco. La valle, in cui scorre il fiume Ziller, è circondata dalle Alpi della Zillertal a sud e ad est, dalle the Alpi di Kitzbühel ad est e dalle Prealpi del Tux ad ovest. Il centro principale è Mayrhofen.

## Geografia

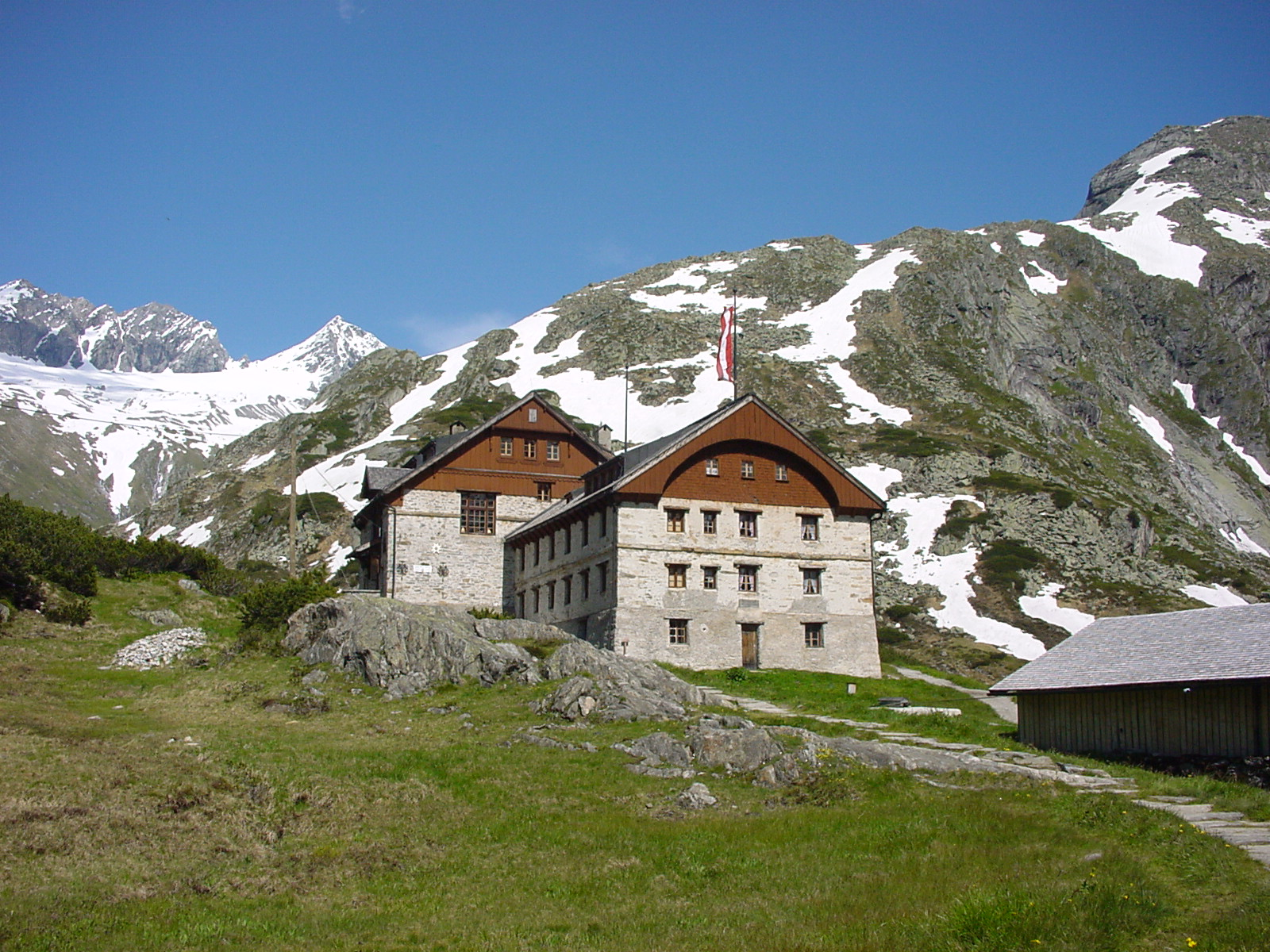
La Berliner Hütte nelle Alpi della Zillertal.

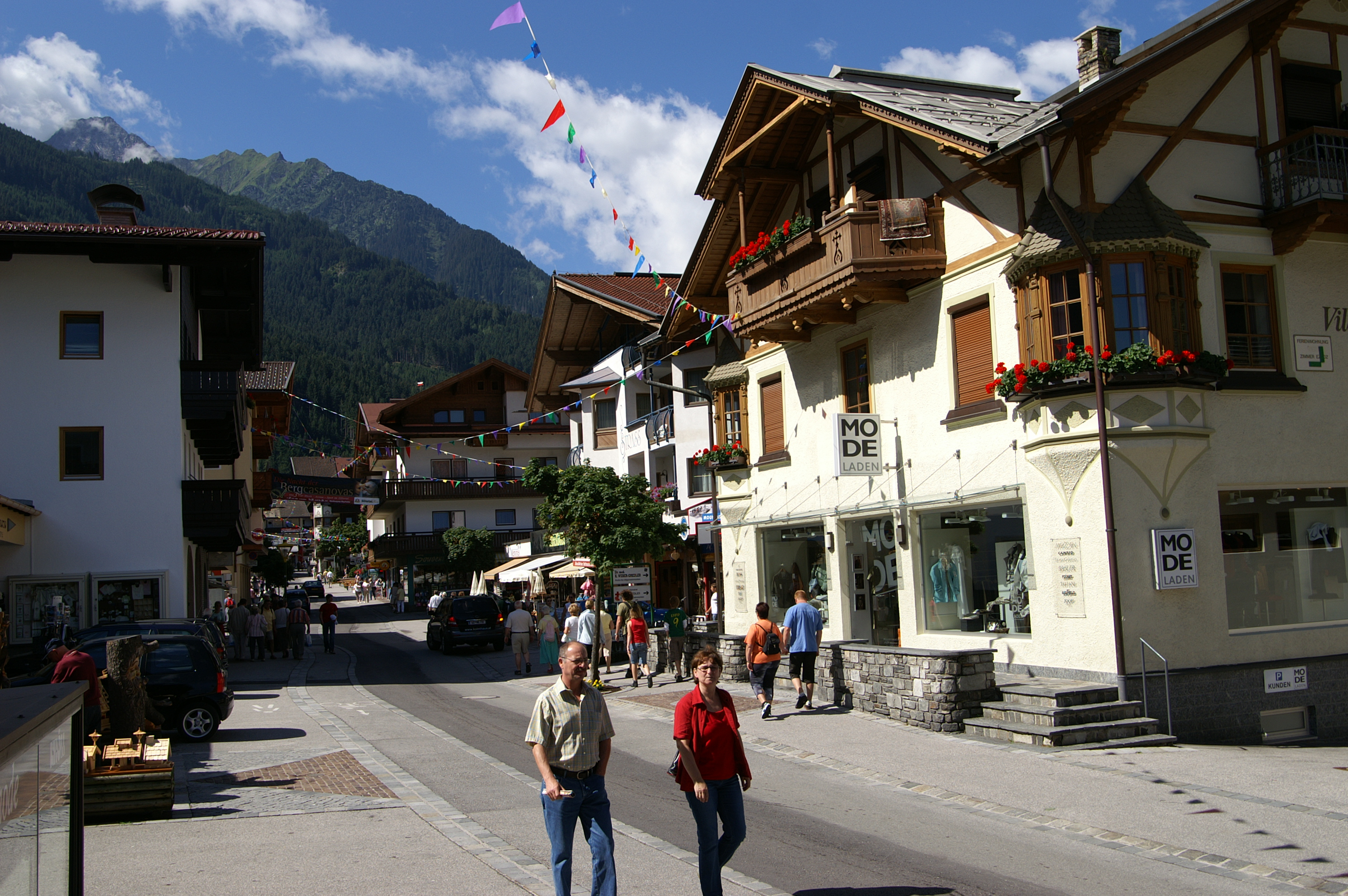
Strada principale di Mayrhofen

La Zillertal si diparte dalla valle dell'Inn nei pressi di Jenbach, a circa 40 km a nord-est di Innsbruck e percorre per lo più una direzione nord-sud. La valle vera e propria va dal villaggio di Strass im Zillertal a Mayrhofen, dove si separa in quattro valli più piccole: la Tuxertal e le altre tre poco abitate, dette Gründe, lo Zamsergrund, lo Zillergrund e lo Stilluppgrund. Ci sono poi lungo la valle altre due Gründe e la Gerlostal, che conduce al Gerlospass e da qui nel Salisburghese.
A differenza di altre valli laterali della valle dell'Eno, la Zillertal diventa sempre più alta, ma solo modestamente, solo circa 100 m su 30 km. Gli insediamenti permanenti coprono circa il 9% dell'intera superficie dei comuni della valle.

## Storia

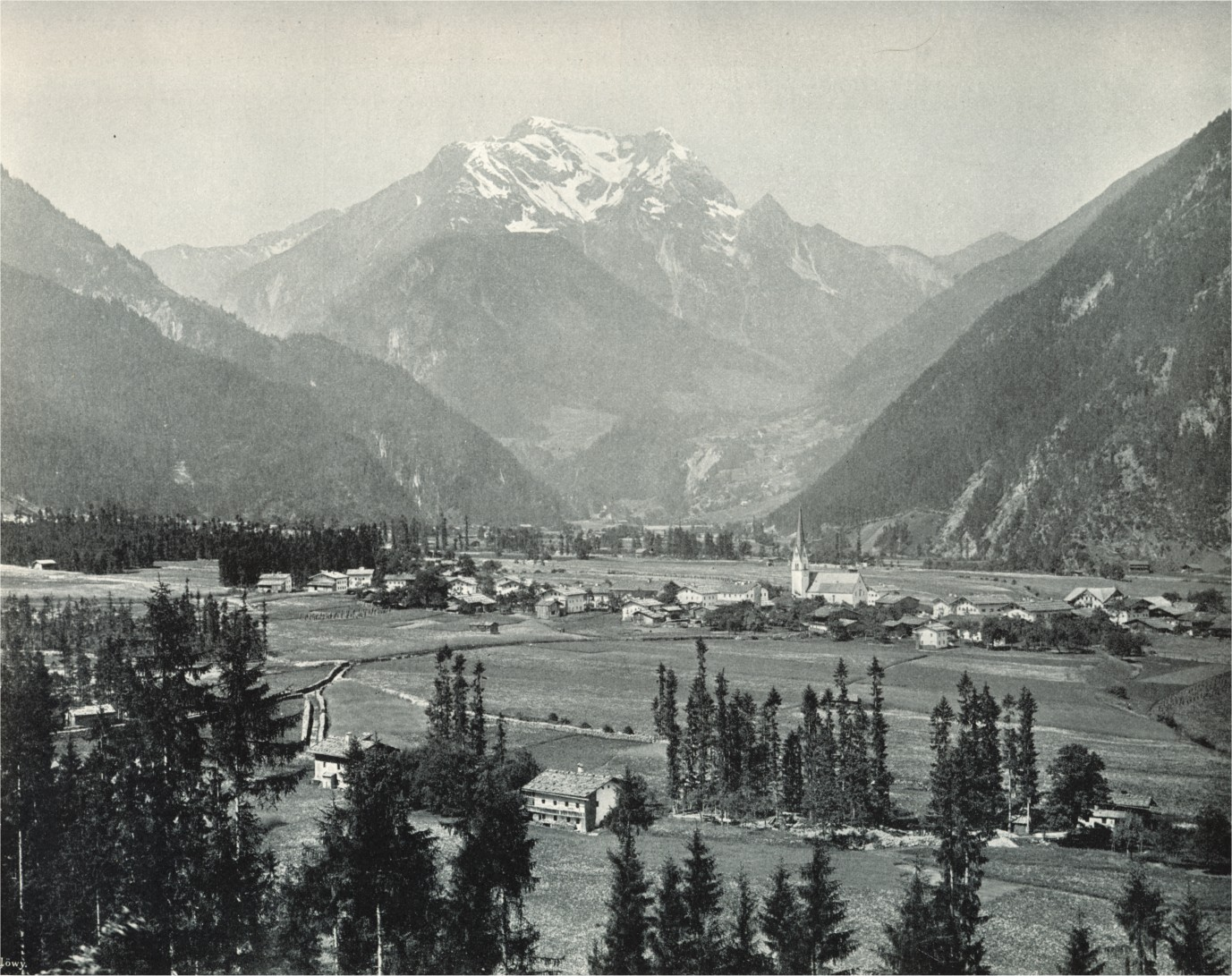
La Zillertal, ca. 1898

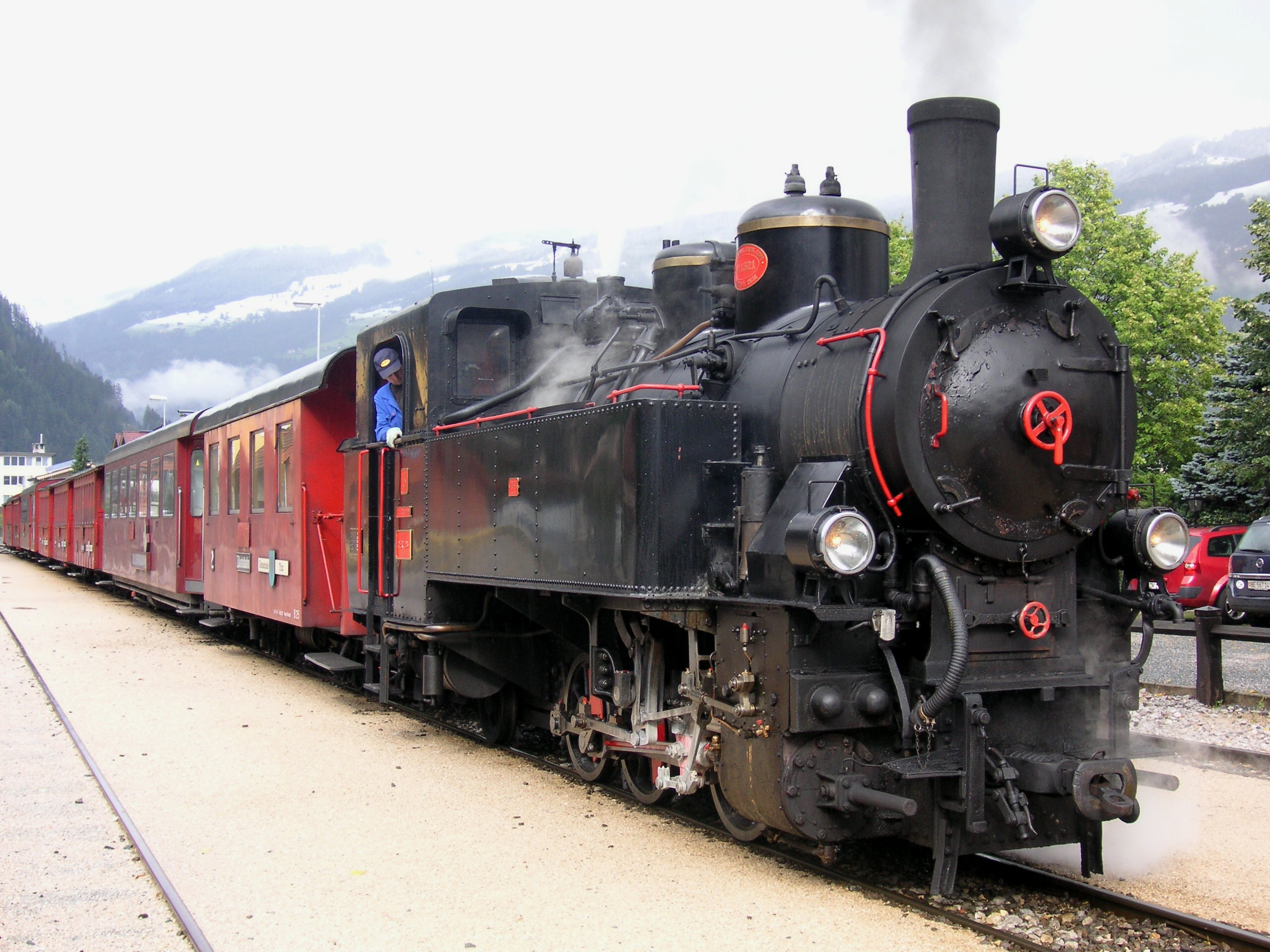
Treno a vapore della Zillertalbahn

Reperti archeologici risalenti alla media età della pietra sono stati scoperti vicino al valico del Tuxerjoch, tra la Wipptal e la Tuxertal, mentre le più antiche testimonianze di insediamenti umani nella valle sono di epoca illirica (relativa alla tribù balcanica assorbita dai Baiuvarii bavaresi), durante la tarda età del bronzo e prima età del ferro.
La prima testimonianza scritta della Zillertal risale all'889, quando Arnolfo di Carinzia concesse all'Arcivescovo di Salisburgo la "Cilarestal". Il possesso della valle venne suddiviso in corrispondenza del corso della Ziller, divisione visibile ancora oggi con le chiese della riva destra che hanno torri di colore verde e appartengono alla diocesi di Salisburgo e quelle sulla riva sinistra con torri rosse e dipendenza dalla diocesi di Innsbruck.
Nel 1248 le terre a ovest della Ziller vennero acquisite dalla Contea del Tirolo, mentre a est si cercava, tra 1290 e 1380, protezione dalla conquista presso i signori di Rattenberg. Nel 1504, con gli Asburgo al dominio sia del Tirolo che dell'Arcidiocesi di Salisburgo, la Zillertal si unì sotto l'Imperatore Massimiliano d'Austria e fu soggetto al potere congiunto tirolese e salisburghese.
Nel 1805, la Pace di Presburgo alla fine della Guerra della Terza Coalizione obbligò l'Austria a cedere il Tirolo alla Baviera. A causa di ciò la valle fu unita al Salisburghese rimanendo così all'Austria. Tuttavia gli abitanti della Zillertal si unirono all'insurrezione tirolese del 1809 guidata da Andreas Hofer, con la Battaglia del Ponte dello Ziller (14 maggio). In seguito alla repressione dell'insurrezione la Zillertal divenne per breve tempo bavarese, fino al Congresso di Vienna del 1814/1815.
Sebbene la tolleranza del dominio arcivescovile avesse permesso la permanenza di piccole sacche di Protestantesimo nelle loro terre sin dall'epoca della Riforma, queste vennero oppresse più duramente dal dominio asburgico nel XIX secolo. Nel 1837, 437 protestanti abitanti della Zillertal lasciarono la valle dopo aver potuto scegliere tra la rinuncia alla Confessione di Augusta e l'emigrazione in Slesia, dove Federico Guglielmo III di Prussia offrì loro terre e case presso Erdmannsdorf (oggi Mysłakowice, nell'ovest della Polonia).
Nel 1902 fu costruita la ferrovia detta Zillertalbahn, che ancora oggi collega Jenbach e Mayrhofen, aprendo la valle, la cui economia in precedenza era legata per lo più all'agricoltura e alle attività estrattive, al commercio e al turismo. Dal 1921 al 1976, si estrasse intorno ai pascoli di Schrofen e Wangl carbonato di magnesio (e poi tungsteno), con un nastro trasportatore lungo più di 9 km sopra la Tuxertal per condurre il materiale alla stazione merci della Zillertalbahn a valle.

## Economia

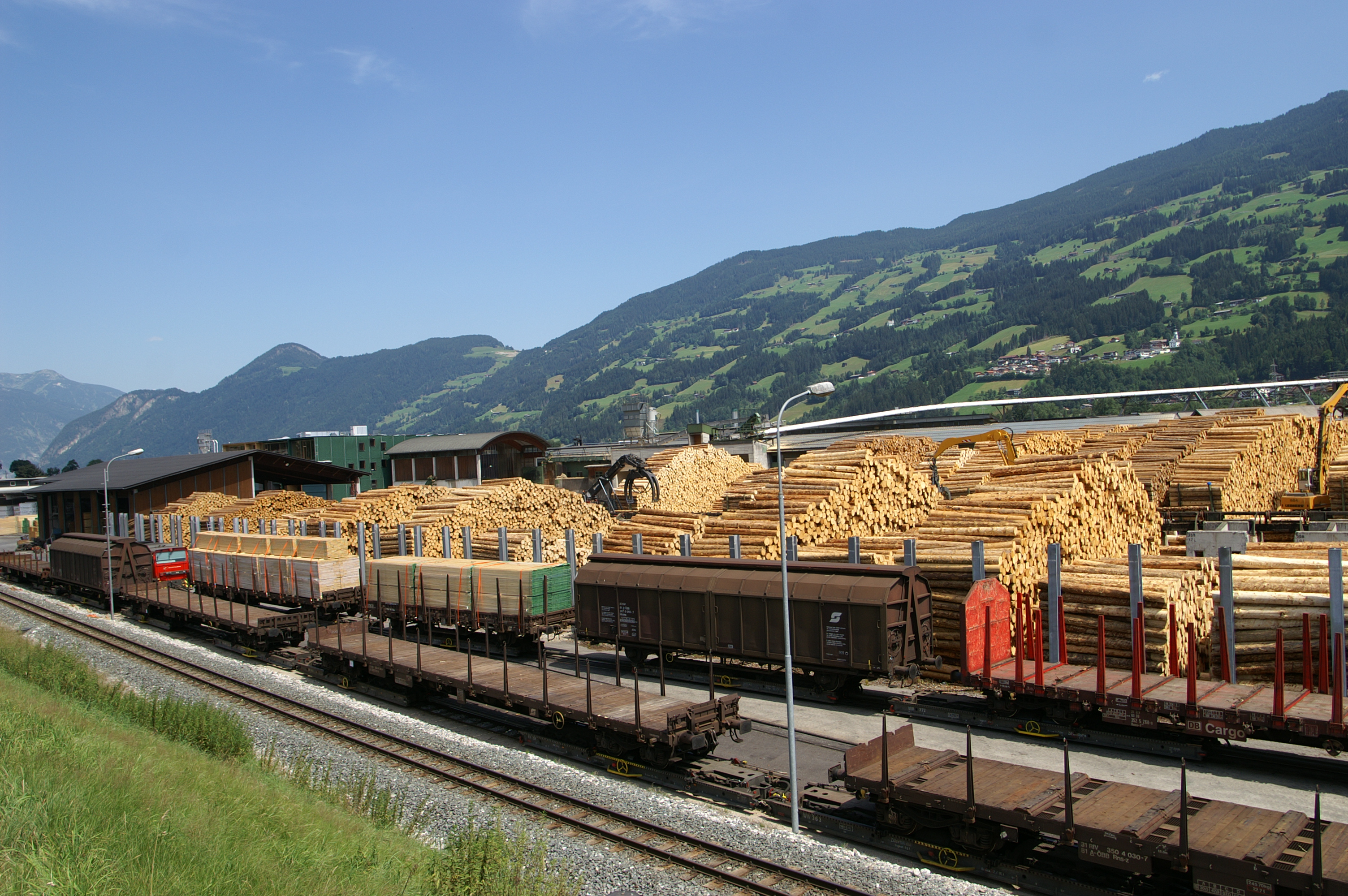
Segheria a Fügen, lungo la Zillertalbahn

Con il declino dell'industria mineraria, il turismo è diventato la fonte economica primaria della valle a partire dalla seconda metà del XX secolo. Al 2003 si registravano 6 milioni di notti in albergo di turisti nella valle, per lo più durante i mesi invernali. Dopo una fase di costruzione di nuove infrastrutture, con la creazione di quattro comprensori sciistici, avvenuta tra gli anni novanta e 2000 la valle conta più di 170 impianti e oltre 630 km di piste.
L'agricoltura tradizionale - principalmente allevamento bovino e ovino e industria casearia - è ancora diffusa, favorendo anche la conservazione del paesaggio culturale tradizionale. Anche l'industria del legno è molto fiorente, con una grande segheria in attività poco fuori Fügen, e altre industrie sparse per la valle. Quattro grandi bacini idrici nella Gründe forniscono l'acqua per otto centrali idroelettriche, che generano ogni anno più di 1.200 GWh.

## Cultura
La Zillertal è nota in particolare per la sua tradizione musicale. Si dice che siano state alcune famiglie di cantanti viaggiatori e costruttori di organi della valle a diffondere il canto natalizio Stille Nacht tra XIX e XX secolo. Più recentemente, il gruppo Schürzenjäger, originario della valle, ha avuto un grande successo nei paesi germanici con la sua musica a metà tra Volksmusik e pop.